# Югозападен административен окръг
Югозападен административен окръг, съкратено ЮЗАО (на руски: Ю́го-За́падный администрати́вный о́круг) е един от 12-те окръга на Москва, разположен в югозападната част на града, разделен на 12 района. Код по ОКАТО - 45 293 000 000.
Заема площ от 111,3622 km², образувана извън границите на историческия град и се простира от площад Гагарин отвъд Московския околовръстен път. Население - 1 442 971 души (2022 г.), което е 11,42 % от населението на Москва. Югозападния е третият по големина район на Москва по отношение на населението.

## Информация
Основната линия на метрото в района е Калужско-Рижская, минаваща по улица Профсоюзная. В районите Ясенево, Южно и Северно Бутово преминава Бутовската линия (единствената станция на линията, която не се намира в Югозападния административен район, е Лесопарковая).
Също така в района има няколко станции на Серпуховско-Тимирязевская линия - Нахимовски проспект, Севастополская, булевард Дмитрий Донской - и Голямата кръгова линия - Новаторская, Воронцовская, Зюзино, Kaховская, както и станция MЦК площад Гагарин.
Станциите Воробьёвы горы, Университет и Tропарьово от Соколническата линия са разположени на границата на Югозападния и Западния окръг, а станция Чертановская е на границата с Южния окръг.

## Ръководство
Първият префект на ЮЗАО през 1991-1993 г. е Юрий Притула, след което е заменен от Пьотр Аксьонов. През 2000-2005 г. префектът на ЮЗАО е Валерий Виноградов, който от своя страна е заменен от Алексей Челишев. На 29 септември 2010 г., след оставката на кмета на Москва Юрий Лужков, Алексей Челишев става изпълняващ длъжността префект, но официалната заповед за това е подписана от новия кмет Сергей Собянин едва на 1 ноември.
На 11 ноември 2010 г. Алексей Челишев е преназначен на поста префект „за мандата на кмета“. На 17 април 2012 г. Виктор Фуер е назначен за префект. На 18 декември 2012 г. Виктор Фуер е назначен за префект на Централния административен окръг, а Олег Волков, който е бил заместник-префект, става новият префект на ЮЗАО.

## Райони
Административно окръгът се поделя на 12 района:
- Академически
- Гагарински
- Зюзино
- Коньково
- Котловка
- Ломоносовски
- Обручевски
- Северно Бутово
- Тьопли Стан
- Черьомушки
- Южно Бутово
- Ясенево

## Религия
Православните църкви и енории на Югозападния окръг са обединени в Югозападния викариат на Московската градска епархия на Руската православна църква, който включва Андреевски деканат и Параскево-Пятницки деканат. Към декември 2011 г. в окръга има 36 църкви и параклиси, включително 3 патриаршески подвория и 15 действащи енорийски храма. Фондация „Подкрепа за изграждането на храмове в град Москва“ в рамките на своята програма „200 храма на Москва“ планира да построи осем модулни храма.